# Sonate pour piano no 2 de Szymanowski
Pour les articles homonymes, voir Sonate pour piano (homonymie).
La Sonate pour piano no 2 en la mineur opus 21 est la seconde sonate pour clavier de Karol Szymanowski. Composée en 1910, elle est créée le 7 mai 1911 par Arthur Rubinstein.

## Structure
1. Allegro assai, molto appasionato.
2. Tema, Allegretto, Tranquillo, Grazioso